# R09 (Datenformat)
R09 ist die Bezeichnung eines Datenformats, das zum Speichern verkehrstechnischer Daten öffentlicher Verkehrsmittel genutzt wird. Je nach Formatvariante handelt es sich bei diesen Daten zum Beispiel um die Liniennummer, die Kursnummer, die aktuelle Verspätung und das Fahrtziel.

## Verwendung
Das R09-Datenformat wird in der Regel bei der Funk-Datenübertragung zwischen öffentlichen Verkehrsmitteln und Ampelanlagen verwendet. Entsprechend formatierte Funktelegramme dienen dazu, die jeweils nächste Ampelanlage im Fahrverlauf über das Herannahen an die Kreuzung und anschließend über das Verlassen des Kreuzungsbereichs zu informieren. Die Ampelanlage erhält so die Möglichkeit, Busse und Straßenbahnen zu bevorrangen, ihnen also eine eigene Freigabezeit (grünes Signal oder ein entsprechendes Straßenbahnsignal) zu zeigen.
Verwendet wird diese Technik, um allgemein den öffentlichen Verkehr zu beschleunigen oder um ihn nur dann freizugeben, wenn er die Kreuzung tatsächlich befährt, und die verbleibende Grünzeit den übrigen Verkehrsarten zugutekommen zu lassen.
In manchen Gemeinden werden Funktelegramme im R09-Datenformat darüber hinaus auch von Rettungsfahrzeugen verwendet, um an Ampelanlagen Sonderprogramme anzufordern.

## Standardisierung
Die Grundlage für eine Vereinheitlichung des Datenformats wurde in den 1990er-Jahren mit der Veröffentlichung 04.05.1 des Verbands öffentlicher Verkehrsbetriebe (VÖV) geschaffen. Dieses Dokument wurde später von der Nachfolgeorganisation Verband Deutscher Verkehrsunternehmen (VDV) als Schrift 420 neu aufgelegt.

## Aufbau
Das R09-Datenformat besteht aus drei sogenannten Infobytes und – je nach Formatvariante – keinem (Variante R09.10) oder ein bis sechs Zusatzbytes (Varianten R09.11 bis R09.16). Die Integrität der Daten wird durch zwei angehängte CRC-Bytes sichergestellt. Daneben existieren weitere, nicht offizielle Formatvarianten, beispielsweise die Variante R09.18, welche neben den aus R09.16 bekannten Daten auch eine vierstellige Fahrzeugnummer enthält.

## Übertragung per Funk
Die Übertragung der im R09-Format gespeicherten Daten per Funk geschieht in der Regel gemäß VÖV-Standard 04.05.3 unter Verwendung der digitalen Modulationsart MSK (Minimum Shift Keying, auch FFSK). Bei der Nutzung anderer Übertragungssysteme, wie beispielsweise Car2x, TETRA oder Tetrapol, werden R09-formatierte Daten meist mithilfe von Datencontainern übertragen, sodass ihre Struktur unverändert erhalten bleibt.